# Папа Павле I
Папа Павле I (лат. Paulus; 28. јун 767.) је био 93. папа од 29. маја 757. до 28. јуна 767.